# Yokel Chords
«Yokel Chords» (с англ. — «Деревенские аккорды») — четырнадцатая серия восемнадцатого сезона мультсериала «Симпсоны», вышедшая в эфир на телеканале Fox 4 марта 2007 года.

## Сюжет
Мардж проспала,и не смогла приготовить детям завтрак.  Гомер готовит вместо неё. Однако у него получается не очень хорошо — Лиза получает рисунок бутерброда, Барт получает дедушкины лекарства,
Барт,чтобы получить еду, решает напугать своих друзей альтернативными историями, рассказывая о работнике кафетерия-людоеда по имени Темный Стэнли, который убил всех студентов в кафетерии. В обеденное время Барт притворяется, что его убил Темный Стэнли, заставляя всех студентов с криком бежать в лес, пока обедает их завтраки.
Садовник Вилли отправляется возвращать детей на учёбу в школу, но за компанию приводит еще семерых детей, являющимися  детьми Клетуса. Директор Скиннер рассказывает суперинтенданту Чалмерсу, что детям было отказано в обучении из-за опасений, что они снизят средние показатели тестов и будут стоить школьному федеральному финансированию (после того, как SES уже потеряла финансирование штата, округа и местного населения и некоторые школы в прошлом прекратили свои существования), что подслушивает Лиза. Чалмерс и Скиннер назначают её обучать деревенских детей. Со своей ролью Лиза справляется вполне хорошо.
Однако планы Лизы меняются, когда Красти замечает поющих детей, решает использовать их в качестве музыкального номера для своего шоу и предлагает им контракт, который Клетус подписывает.
Лиза обеспокоена тем, как Красти и Клетус эксплуатируют детей в своих планах по организации национального автобусного комедийного тура, поэтому она отправляет электронное письмо Брандин, чтобы рассказать ей ,что происходит с её  детьми. Вернувшись из Ирака, где она проходила службу, она заявляет он нелигитимности подписанного контракта и забирает детей.
Тем временем Скиннер наказывает Барта, заставляя его ходить на сеансы с квалифицированным психиатром по имени доктор Стейси Свенсон.
Барт постепенно развивает тесную связь со Свенсон, который использует любые средства, чтобы заставить Барта рассказать об алкоголизме Гомера и других вопросах. Когда её сеансы заканчиваются, Барт начинает скучать по времени, которое он провел с ней, и впадает в состояние депрессии, ревнуя её к владельцу китайского ресторана, с которым она встречается и к Милхаусу, который ходит к ней на приёмы.
Обеспокоенная Мардж использует средства, которые она копила на операцию по уменьшению груди Гомера, чтобы провести с сыном еще один сеанс с Свенсон. В результате терапии оказывается,что Чёрный Стенли в воображении Барта образовался от того,что он  вспомнил как Гомер гонялся за ним с молотком фирмы Стенли.
Барт покидает терапию, чувствуя себя хорошо, и уверяет доктора Свенсон, что они возможно скоро увидятся.
В финале эпизода Свенсон сидит у психиатра, заявляя что Барт слишком сильно въелся в её память. Психиатр советует ей переключиться от мыслей о Барте и Чёрном Стенли, который внезапно оказывается реальным.

## Отзывы
В обзоре на портале IGN Роберт Каннинг отметил, что, несмотря на обилие приглашённых звёзд и сюжет, пародирующий мюзикл «Звуки музыки», эпизод не произвёл незабываемого впечатления, назвав его не лучшим из музыкальных эпизодов сериала.
В то же время критик признал, что эпизод содержит множество смешных моментов.